# Chironomus melanocholicus
Chironomus melanocholicus är en tvåvingeart som först beskrevs av Zetterstedt 1855.  Chironomus melanocholicus ingår i släktet Chironomus och familjen fjädermyggor.
Artens utbredningsområde är Sverige. Inga underarter finns listade i Catalogue of Life.